# Хамами, Асаф
Асаф Хамами (ивр. אסף חממי‎, 1982, Израиль — 7 октября 2023, Нирим, Южный округ) — офицер Армии обороны Израиля (ЦАХАЛ) в звании полковника, командующий Южной бригадой в Секторе Газа. До этого он служил командиром бригады «Негев», командиром учебной школы бригады «Оз» и командиром батальона «Цабар».
7 октября 2023 года в боях Войны в Газе 2023 года он погиб, защищая кибуц Нирим. Его тело было похищено в Газу боевиками ХАМАС. Наряду с Рои Леви, Йонатаном Штейнбергом и Ицхаком Бен-Башатом, Хамами принадлежит к числу самых высокопоставленных офицеров ЦАХАЛа из погибших в этой войне.

## Биография
Хамами пришёл в ЦАХАЛ в 2001 году, был зачислен в бригаду Гивати и принят в разведывательный батальон Гивати. Прошёл подготовку бойца, курсы командиров пехоты и курсы пехотных офицеров. По окончании курса вернулся в разведывательный батальон и был назначен командиром группы. Позже он служил командиром учебной роты бригады Гивати. Затем он был назначен командиром роты поддержки батальона Ротем. В апреле 2010 года он получил Благодарность начальника штаба от Габи Ашкенази. Позже он служил на командных должностях в отряде Маглан. В 2012 году он был назначен командиром отряда «Римон» и занимал эту должность до 2013 года. Затем он был назначен заместителем командира батальона «Шакед».
В 2015 году Хамами было присвоено звание полковника и он был назначен заместителем командира Северной бригады в Секторе Газа, где он пробыл до 2016 года. 30 сентября 2016 года он был назначен командиром батальона «Цабар» и занимал эту должность до 27 августа 2018 года. Он создал батальон «Оз» и командовал им с 2018 по 2020 год. В июле 2020 года ему было присвоено звание подполковника и он был назначен командиром Негевской бригады; на этом посту Хамами пробыл до 9 мая 2022 года. 29 мая 2022 года назначен командиром Южной бригады в Секторе Газа.
7 октября 2023 года погиб в ходе боёв при внезапном нападении на Израиль, защищая кибуц Нирим. Его тело было похищено в Газу организацией ХАМАС. Похоронная церемония Хамами прошла без его тела. На похоронах присутствовали тысячи людей, в том числе старшие военные офицеры и министр обороны Израиля Йоав Галант.

## Личная жизнь
Хамами был женат и имел троих детей. Он получил степень бакалавра и магистра в области политологии и безопасности в Хайфском университете. Он жил в городе Кирьят-Оно.